# Tuzantán
Tuzantán es una localidad del estado mexicano de Chiapas, cabecera del municipio homónimo. 

## Toponimia
El nombre Tuzantán es de origen náhuatl y significa "lugar donde abundan las tuzas". Cecilio Robelo, en su obra «Toponimia Tarasco-Hispano-Nahoa» señala que la palabra Tuzantla significa "lugar de tuzas.

## Geografía
La localidad está ubicada en la posición 15°9′0″N 92°25′1″O / 15.15000, -92.41694, a una altitud de 65 m. s. n. m.
Según la clasificación climática de Köppen, el clima corresponde al tipo Aw - tropical seco.

## Demografía
Cuenta con 3536 habitantes lo que representa un incremento promedio de 2.2% anual en el período 2010-2020 sobre la base de los 2863 habitantes registrados en el censo anterior. Ocupa una superficie de 1.124 km², lo que determina al año 2020 una densidad de 3146 hab/km².
| Gráfica de evolución demográfica de Tuzantán entre 2000 y 2020    |
|                                                                   |
| Fuente: Instituto Nacional de Estadística Geografía e Informática |

La población de Tuzantán está mayoritariamente alfabetizada (3.96% de personas analfabetas al año 2020) con un grado de escolarización en torno de los 9 años. Solo el 1.67% de la población es indígena.